# 神棚

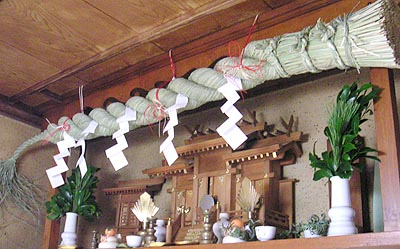
神棚

神棚（かみだな）は、主に神道において、家や事務所などにおいて（一般的には神札を納めて）神を祀るために設ける棚。

## 概説
一般的な神棚は伊勢両宮を祀るもので、小型の神社を摸した宮形（みやがた）の中に神宮大麻や氏神札、崇敬神社の神札を入れるもので、これは札宮（ふだみや）といい、狭義にはこれを神棚と呼ぶ。神職の家などの神葬祭を行う家には、祖先の霊をまつるための神棚があり、これは御霊舎（みたまや）という。
神棚のある家では座敷の鴨居の上部に板棚を造って神棚として宮形を据えることが多い。「モダン神棚」と呼ばれるような新たな形態の神棚も登場している。また、埼玉県神社庁は『未来の神棚デザインコンテスト』を開いている。
一方、荒神や稲荷といった系統の違う神を祀る家では、伊勢両宮の神棚とは別の神棚を設けることがある。一般的には多くの家々では、荒神は台所（土間）のかまどの奥の壁に、恵比寿や大黒は勝手の隅に祀られることが多かった。商家などでは恵比寿・大黒の神棚を設けて破魔矢、熊手、だるまなどのさまざまな縁起物を飾ることから「縁起棚」とも言う。歳徳神の恵方棚のように期間を限って設けられる神棚もある。
他に、神札よりも神の依り代としての意味合いが強い「御神体」をまつる神棚もある。その場合は神棚ではなく「御神体」を授与した神社の分社とみなすほうが自然だ、とする考え方もある。
以下、札宮（狭義の神棚）について説明する。

## 神棚の設置
神棚は、できるだけ明るく清浄な場所で、かつ、日当たりや風通しがよく、日々拝むのに適した高い位置に設置するのが良いとされている。方角は南向きまたは東向きに設置するのが基本とされる。また、二階建てであれば本来は二階（上階）に設置するほうが良いとされる。実際には最上階（または上に上階の床のない箇所）の天井近くに最上階への設置が困難な場合があるため「雲板」や「雲文字」が用いられる。「雲板」は神棚を設置する神棚板の上部に取り付けられている雲形に彫刻されている部材である。また、「雲文字」は「雲」、「天」、「空」の木製の抜き文字あるいは紙製の書き文字を天井部分に取り付けるものである。設置場所がなくやむを得ずタンスの上にまつる場合は白い布か白い紙を敷いて神札を置くのが望ましいが、トイレと背中合わせになる場所や、人の出入りが激しい扉の上などは避けなければいけないと言われている。それ以外にも同じ部屋で神棚と仏壇の向かい合わせの設置は好ましくないとされている。神棚は家の中のある意味神社であり、神棚の正中には不浄なものがないようにすることが望ましい。

## 神棚の構成

### 宮形
神棚の中心にあって神札を祀るところを宮形という。
宮形には神明型や片屋根型などがあるが、伊勢神宮正殿を模した神明型が多い。また、宮形は神札を納める場所の数で「一社造」や「三社造」のように分けられる。「三社造」や「五社造」の宮形には、屋根がそれぞれ異なる「屋根違い」のものと屋根が一続きになっている「通し屋根」がある。
一宮形の神棚においては、通常、神札は前から伊勢神宮の札を重ねて入れるのが良いとされるが、たとえば春日大社などは逆に、伊勢神宮の札を奥にするのが良いとしている。

### 神具

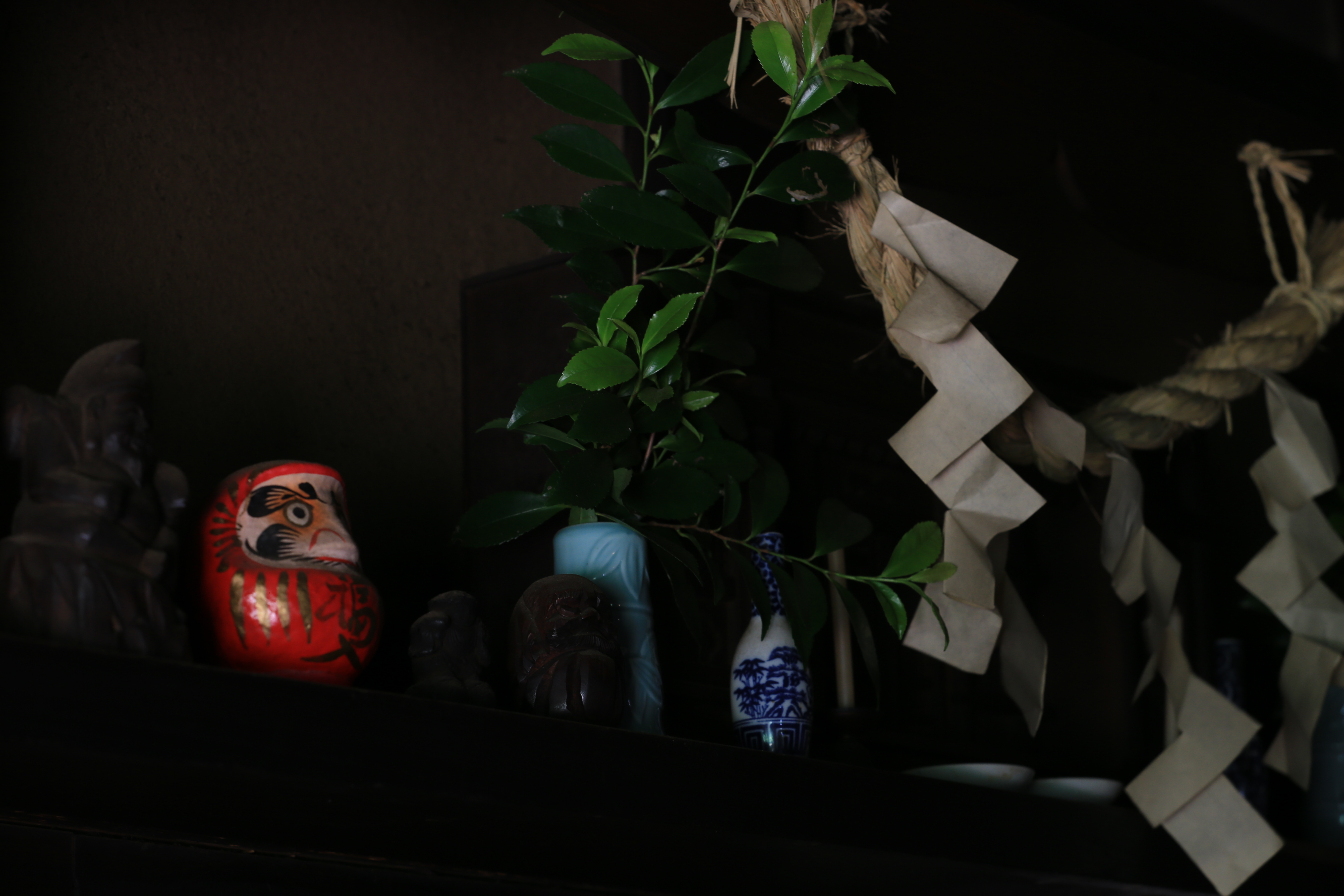
神具としてだるまが飾られることも多い.

神棚の正面には神鏡、左右に榊を立てた榊立て、灯明を配し、神棚の前方に注連縄をかける。このほか折敷、土器、瓶子、水玉、真榊（まさかき、ミニチュア）、御幣（金幣）などが神具セットに含まれている場合がある。
なお、神鏡を置く理由は諸説ある。神は鏡のようにあるがままを見通すものであるとか、あるいは鏡のように見る人によって違って見えるものであるからそのつもりで神の前に立てという意味であるという説や、自らの中にある神性と向き合えという意味であるとする説、あるいは鏡は太陽の光を反射するように神の光を映すものであるとする説、など。

### 神饌（お供え）
神饌（お供え）としては、米、酒、塩、水が基本である。そのほかに乾物、野菜、果物、菓子類などが供えられる。米、酒、塩、水は毎朝、榊は月に2度（通常は1日と15日、ほかに祀っている神札の祭神にゆかりの日）新しいものと取り換えるのがよいとされている。ほかに、合格通知や祝物の熨斗紙などが捧げられる場合もある。
神饌の置き方は、米・塩・水の場合、向かって左から水・米・塩、または向かって左から手前に水・塩、奥に米とする。
米・酒・塩・水の場合、向かって左から水・酒・米・塩、または向かって左から手前に水・塩、奥に酒・米、もしくは向かって左から手前に水・塩、真ん中に酒・酒、奥に米とする。
また、獣肉や乳製品、ネギ属の野菜は供えるのを控えることが多いが、地域や祭神によってはこれらを供える場合もある。
神へ供えた食べ物は後で「お下がり」としていただくようにする。

## 拝礼
神饌を供えたら家族そろって日ごろの神の加護を感謝し、これからの安全と幸福を祈るのが望ましいが、これができない場合は各自外出前に祈ってもよい。神社本庁が推奨する神棚への拝礼方法は神社と同様「二礼二拍手一礼」であるが、「二礼四拍手一礼」などさまざまな流儀がある。また、「神棚拝詞」という祝詞を唱えるのも良いとされている。神職でなくとも良い（神職を呼ぶ際は宅神祭と呼ばれる）。

### 拝礼の順序
一般的な神棚を拝する際の順序を以下に示す。
①　神前へ進み、やや深い礼を一度(深揖、45度)

②　深い礼を二度(90度)

③　拍手を二度

④　深い礼を一度(90度)

⑤　深揖を一度して神前から退く

お参りをする前には洗面し、口を漱ぎ、お供えをしてあることが適当である。祝詞を奏上する場合は、深揖→二礼→祝詞奏上→二礼二拍手一礼→深揖である。

## 忌中の時
身内に不幸があった時は、50日間神棚の扉を閉め、白い紙を貼って隠し、お供え・拝礼もしてはならない。
「赤不浄」といって、出産や月経の穢れを「血の忌み」とし、「死の忌み」に関しては「黒不浄」と呼ぶ。かつて、この不浄期間中、女性は神事に携わることが禁じられており、参拝することも、神棚の前に出ることも許されなかった（前書 88ページ）。神職の家では厳しくこの忌みを守るが（前書 88ページ）、これらの考え方は、男子が神事を司るようになって現れたとも考えられ、女性の神職が中心となって祭りを行う沖縄の島々では、こうした穢れの意識が希薄であると指摘される（前書 88ページ）。

## 神棚の歴史
神を祀る棚を設けた最古の記述は『古事記』にある。すなわち「天照大神が高天原を統治することになった時、伊弉諾尊の御頸珠を御倉板挙之神として棚に奉斎した」とある。
陰陽道の最盛期といわれる平安時代中期頃から、病気や疾病、地震、火災、天災など、それらを神の祟りが起こすものと考えられ、祟りを起こす神の存在を鬼に例えて恐れたといわれる。鎌倉時代前期に著された「陰陽道旧記抄」に「竈、門、井、厠、者家神也云々」とあり、井戸、竈、厠など、病気に直結する場所を神格化させて、諸々の宅神から祟りをうけぬよう祭祀を行っており、竈神、門神、井戸神、厠神など、様々な場所の神を宅神とした崇めていた歴史がある。また、宮城を造営する際、君主が世界を支配するために天（神）と繋がる中心点が重要であるとして太極殿を建て、代表的なものに、平安神宮外拝殿があるが、建物の太極（中心点）が、万物の根源、陰陽の根源とつながるものと考えられ、万物には当然のごとく神が宿ることから、そこに建てる重要な柱を太極柱と呼ぶことになる。地方によっては、大国主の神をお祀りすることから大黒柱ともいい、太い柱を大黒柱と一概にいうわけではない。伊勢神宮正殿に見られる心御柱（しんのみはしら）も、日本の神が、木や柱を依り代（よりしろ）とするため、神が依り憑く神籬 (ひもろぎ)としているため、古来は神棚ではなく、家の中心とする柱やそれぞれの場所（井戸、厠、門、竈）に手を合わせ現代の神棚のように崇めていた。
神棚が日本の歴史に登場するのは、近世江戸時代中期頃である。もともと神道では神とは常在のものでは無く、人が祀る時に初めて現れるものとされる為、神の常在を前提とした神棚の成立はそう古いものでは無く、古代日本には神棚は存在しない。
なお、『神道大辞典』では「鎌倉時代から室町時代初期（中世）にかけて伊勢両宮の神官等が神符を各地に配布する頃に神棚が誕生した」と説明している。

### 近世以降の神棚
江戸時代には伊勢神宮や富士に参詣する事が観光旅行として庶民に広まっており、この時、旅行案内人としての役割を担った存在に御師(おし)がある。御師は身分的には百姓と神職の中間に位置づけられて、全国にお神札(ふだ)を配布しながら伊勢神宮への信仰を勧めた。信仰を勧める戦略の一つとして、御師は大神宮棚というものを考案する。
これは伊勢神宮のお神札を家庭で祀ることの出来る物であり、これが今で言う神棚に当たる。神棚が各地の神社の御師によって広められることで、やがて庶民の間に、神道上の慣習として定着するようになった。
その後、明治4年（1872年）に発せられた太政官布告によって、全国の戸長に身分証を兼ねた守札が配布されたが、それを納める場所が必要となったことから神棚の普及がさらに広まったと考えられている。

### 武道道場の神棚
現代の武道の道場にはよく神棚が祀られているが、江戸時代の道場は神棚ではなく、『日本書紀』や『古事記』など日本神話から「剣の神、武の神」とされた「鹿島大明神」（武甕槌神）と「香取大明神」（経津主神）の二柱の神名、さらに幕末期には尊皇攘夷思想の高まりとともに「天照皇大神宮」（天照大神）を中央に加えた三柱の神名を書いた掛け軸が床にかける神床であった。
道場に神棚が祀られるようになったのは明治時代以降の国家神道の影響である。1936年（昭和11年）、文部省主催の体育運動主事会議において、「道場ニハ神棚ヲ設クルコト」という答申が行われ、学校の道場への神棚設置が義務化された。その下に日章旗が掲揚され、稽古の際に神拝が行われるようになった。
第二次世界大戦後、連合国軍最高司令官総司令部が学校教育への武道を禁止し、1946年（昭和21年）1月12日に大日本武徳会理事長藤沼庄平から都道府県支部長宛に「神殿、神棚等撤廃ニ関スル件」が発せられ、神棚は撤去された。ただし現代においても一部の国公立校、多くの私立校では神棚が祀られている。

## 神棚と家相の関係
家相では、家の中心点を
「太極柱（大黒柱）」「囲炉裏」「神棚」「一家の主の正寝」「商店は床の間」「武家は玄関」
など、15を超える中心点の流派があり、神棚を置く場所自体がその家の中心とする考えがあった。また明治維新まで絶大な権力をもった土御門家は「一家の主の正寝を中心」としていたため、正寝に神棚を置いたり、特に武家は玄関に神棚を祀っていた歴史がある。

## 神棚と仏教の関係
仏教（主に真言宗）でも御札は神棚に祀る。その場合、神道の神札とは別けて祀る場合と、同時に祀る場合が存在し、祀る順番も合わせて厳密な決まりは無い（高野山真言宗の場合）
明治維新までの神仏習合の影響が大きいことが理由である。